# Cerocala machadoi
Cerocala machadoi är en fjärilsart som beskrevs av Bacallado Aranéga 1974 [1973. Cerocala machadoi ingår i släktet Cerocala och familjen nattflyn. Inga underarter finns listade i Catalogue of Life.